# Pachyplichas
Pachyplichas Millener, 1988 è un genere estinto di uccelli passeriformi della famiglia degli Acanthisittidae.

## Etimologia
Il nome scientifico del genere, Pachyplichas, deriva dall'unione delle parole greche παχυς (pachys/pakhus, "spesso") e πλεχασ (plechas, "parte posteriore della coscia"), col significato di "dalle cosce voluminose", in riferimento alla morfologia di questi uccelli.

## Descrizione
Le specie ascritte al genere sono note solo in base a ritrovamenti di resti allo stato subfossile, che lasciano pensare a uccelli dall'aspetto simile a quello degli attuali scriccioli di roccia, rispetto ai quali erano più grandi (la specie yaldwyini è il più grande acantisittide mai esistito, raggiungendo i 12 cm. mentre P. jagmi era più piccola) e presentavano ali ridotte e bacino forte e dall'osso iliaco eccezionalmente sviluppato, che forniva un'amplissima superficie alla muscolatura delle zampe, allungate, forti e muscolose: tale adattamento delle ossa del bacino, atto a una vita terricola, è analogo per convergenza evolutiva a quello dei ratiti e dei Megalurus neozelandesi.

## Biologia
Si trattava di uccelli terricoli e molto verosimilmente incapaci di volare, che dovevano con tutta probabilità avere abitudini di vita insettivore e simili a quelle degli affini scriccioli di roccia e dell'estinto scricciolo di Stephens Island: le zampe forti e muscolose servivano loro come ogni probabilità a raspare vigorosamente fra i detriti e le foglie morte al suolo (forse addirittura a grattare via gli strati superiori di corteccia e legno marcescente dai tronchi caduti), in maniera tale da esporre le eventuali prede al di sotto di essi.

## Distribuzione
Il genere era endemico della Nuova Zelanda, della quale una specie (P. jagmi) occupava l'Isola del Nord e l'altra (P. yaldwyni) viveva nell'Isola del Sud.

Ambedue vissero a cavallo fra il tardo Pleistocene e l'Olocene.

## Tassonomia
Al genere vengono ascritte due specie:
- Pachyplichas yaldwyni Millener, 1988 - scricciolo zampegrosse dell'Isola del Sud
- Pachyplichas jagmi Millenes, 1988 - scricciolo zampegrosse dell'Isola del Nord

Le due specie rappresentano una superspecie, e secondo alcuni sarebbero due sottospecie di un unico animale: nell'ambito della Acanthisittidae, pur presentando affinità comportamentali con lo scricciolo di Stephens Island, essi erano vicini agli scriccioli di roccia del genere Xenicus ed all'estinto scricciolo beccolungo.